# Андреев, Александр Яковлевич (архитектор)
Александр Яковлевич (Моисеевич) Андреев (23 ноября [4 декабря] 1794 — 23 марта [4 апреля] 1878) — русский архитектор.

## Биография
Родился 23 ноября (4 декабря) 1794 года. В 1803 году зачислен в Петербургскую Академию художеств. За время обучения получил малую (1813) и большую (1815) серебряные медали. В 1815 году окончил курс с аттестатом I степени. Почётный вольный общник Академии художеств (1851).
После окончания учебы в Академии служил в Петербурге. В 1829 году назначен старшим архитектором Казарменной Комиссии и Главного инженерного училища, где он и преподавал. Тогда же начал работать в казарменной комиссии, а с 1840 по 1851 год — в департаменте военных поселений, в качестве старшего архитектора. Строил сооружения военного ведомства. В 1842 году временно выполнял обязанности старшего городского архитектора Пятигорска.

## Проекты и постройки

### Санкт-Петербург

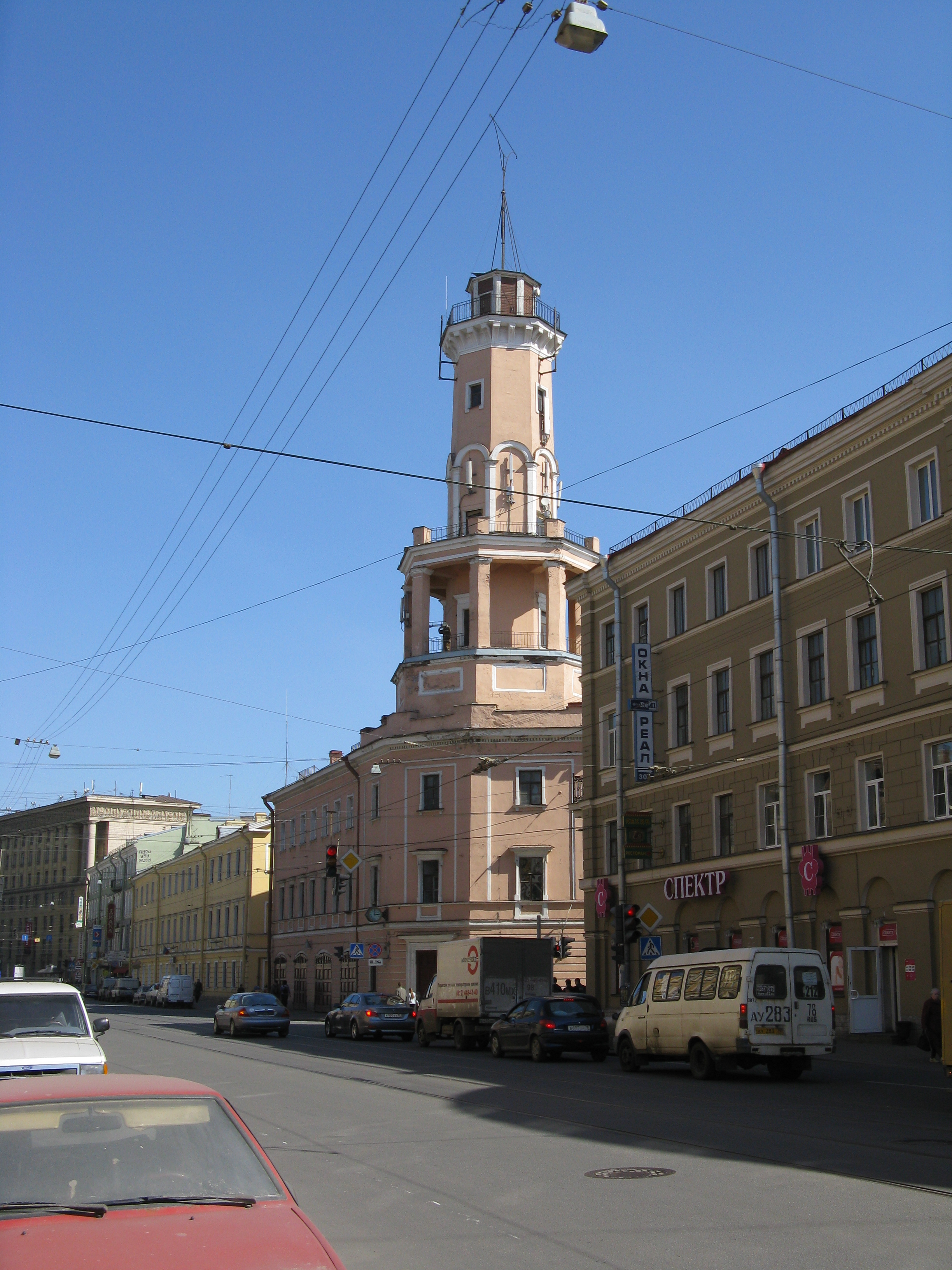
Съезжий дом 3-й Адмиралтейской части

- Интерьеры Главного инженерного училища в Инженерном замке (перестройка). Садовая улица, 2 / набережная реки Фонтанки, 1 (1829—1835);
- Особняк А. И. Андреевой (включён в существующее здание). Фурштатская улица, 44 (1843);
- Съезжий дом 3-й Адмиралтейской части (перестройка и расширение; совместно с В. Е. Морганом). Садовая улица, 58 / Большая Подьяческая улица, 26 (1844—1849; перестроен);
- Особняк Ф. И. Горянского (левая часть). Фурштатская улица, 39 (1857—1858; надстроен и расширен).

### Пятигорск
- Проект собора во имя Христа Спасителя (на основе образцовых проектов К. А. Тона);
- Проекты частных каменных домов Василия Чернявского, штабс-капитанши Домны Вавиловой, Иона Карпова и др.